# She's Rain
『She's Rain』（シーズ・レイン）は、平中悠一による長編小説。平中が17歳で執筆したデビュー作で、第21回（1984年度）文藝賞佳作受賞作。1985年1月28日に河出書房新社より刊行された。1990年10月に河出文庫より文庫化されている。
1993年に白羽弥仁監督、小松千春、染谷俊主演により映画化された。
本作の前日譚として、同じ作者の『EARLY AUTUMN』（アーリィ・オータム）がある。

## あらすじ
1983年、7月13日の水曜日から16日の土曜日の夜までにおこった出来事を中心に綴られた、忘れられない夏の物語。17歳で高校2年生の男のコが、同じクラスに通う友達以上恋人未満な女のコについに告白して受け入れられ、しかし誤解とすれ違いからすぐにふられて離ればなれになってしまう。

## 書誌情報
- She's Rain（1985年1月28日、河出書房新社。ISBN 978-4-309-00399-3）
- She's Rain（1990年10月1日、河出文庫。ISBN 978-4-309-40262-8）
- She's Rain（1993年4月4日、河出文庫「文藝コレクション」再刊新装版。ISBN 978-4-309-40369-4）

## 映画
『She's Rain』（シーズ・レイン）は、1993年に公開された日本映画である。カラー・95分。
「シーズ・レイン」製作委員会が制作、東映アストロが配給した青春映画・恋愛映画である。平中悠一の同名小説（1985年度文藝賞受賞作）の実写映画化作品。監督は白羽弥仁、主演は小松千春、染谷俊。

### 概要
大阪北摂から神戸に至る阪急沿線は、一種独特の雰囲気を持つ地域である。芦屋や夙川あたりのお屋敷町をかかえ、この地域で生まれ育った子供たちは中流以上の生活と意識を持ち、スノッブな雰囲気に満ちている。そんな高校生たちの少し背伸びした恋愛模様を描いた作品である。
配役には当時、人気急上昇中だった小松千春、新進気鋭のアーティストだった染谷俊、売り出し中だった成田路実、有森也実、菊池麻衣子のほか、松岡英明、野田幹子といった当時の人気アーティストが出演している。
映画化された内容については、部分的に方言が使われているなど未完成なところも散見され、興行的には成功しなかった。しかし、公開後の1995年にこの地域が阪神・淡路大震災で壊滅的被害を受けたことで、本作は別の価値を持つこととなった。ほぼ全編が神戸や阪急沿線でのロケで構成されているため、震災前の建築物や街並みなどが映像に留められたからである。震災20周年の節目を目前に、2014年12月18日にBlu-ray Discが限定生産で発売された。

### 主題歌・挿入歌
主題歌は大江千里の「砂の城」。1992年（公開前年）リリースのアルバム『六甲おろしふいた』に収録。
主演の染谷が劇中で歌う「同じ空を見てた」は染谷自身が作詞作曲し、アルバム『僕のたくらみ』に収録された。
本映画のプロデューサー小谷晃一が染谷俊を主役に抜擢するにあたり、当時染谷が所属していたソニーの担当ディレクター保坂康介に相談。保坂は条件として、自身が制作を担当していた染谷と大江の楽曲を劇中で使用してもらうことを提示した。原作者の平中悠一が大江と同じ関西学院大学出身という縁も重なり、両者の起用が決定。

### ストーリー
大学受験を控えていたユウイチとレイコは、典型的な友達以上恋人未満の関係で、友人のサーコはそんな2人をじれったく思っていたが、レイコは年上の歯科医岸本に片思いしていた。
しかし、ユウイチの幼なじみユウコが帰国してきて、ユウイチに積極的に近づいたことから、レイコとユウイチの間に微妙な空気と変化が起こる。さらに、ユウイチの友人のタカノブがユウコに一目惚れしてあるパーティーで告白する。告白されたユウコは動揺したままユウイチに抱きつき、その現場にレイコが居合わせてしまい、せっかく接近しかけた心が壊れてしまう。
その後、1年が過ぎた。レイコは東京の大学に通い、ユウイチは予備校に通う。1年ぶりに再会するが、お互いに恋人にはなれないことを悟る。

### スタッフ
- 製作総指揮 - 郷田政吾
- プロデューサー - 松井久子、小谷晃一
- 脚本 - 白羽弥仁、岡田惠和
- 監督 - 白羽弥仁
- 撮影監督 - 阪本善尚
- 照明 - 中村裕樹
- 音楽 - 奈良部匠平
- 音楽ディレクター　保坂康介（ソニーミュージックエンタテインメント／EPICソニーレコード）
- 主題歌 - 大江千里「砂の城」（EPICソニーレコード）／ 染谷俊「同じ空を見てた」（EPICソニーレコード）
- 助監督 - 吉本潤
- 協力 - ソニーミュージックエンタテインメント、芦屋倶楽部人間環境行動研究所
- 提供 - 株式会社プレイバッハ、江崎グリコ、ミキハウス、株式会社フラワーカンパニー

### キャスト
- レイコ - 小松千春
- ユーイチ - 染谷俊
- サーコ - 成田路実
- ユウコ - 菊池麻衣子（幼少期：三倉茉奈）
  - この組み合わせはNHK連続テレビ小説『ふたりっ子』で再度実現した。
- タカノブ - 野村祐人
- カズミ - 橘洋大
- 岸田先生 - 山下規介
- 初音先生 - 有森也実
- 笙子 - 范文雀
- 牧師 - 松岡英明
- 阪田先生 - 野田幹子

監督の白羽弥仁も、電車内で新聞を読んでいる乗客としてカメオ出演している。